# ウミオウム

ウミオウム（海鸚鵡、学名：Aethia psittacula ） は、チドリ目ウミスズメ科に分類される鳥類の一種である。
1種だけで独立したウミオウム属 Cyclorrhynchus (Kaup, 1829) とすることもあり、この場合の学名は Cyclorrhynchus psittacula となる。

## 分布
オホーツク海、ベーリング海の沿岸、千島列島、アリューシャン列島などの北太平洋の島嶼で繁殖する。樺太東部にも繁殖地がある。冬季はやや南下する。
日本では数少ない冬鳥として、北日本の海上で観察される。繁殖した記録はない。

## 形態
体長は25cmほどで、ハトよりも少し小さい。くちばしが赤色で、太く短く、下のくちばしが上に反りかえるのが特徴で、和名もこの独特な形のくちばしに由来する。目の後ろに細くて白い飾り羽がある。夏羽は頭と背中が灰黒色で腹が白く、わき腹には灰黒色と白のまだら模様がある。冬羽はわき腹まで白くなる程度で、夏羽と大きな差異はない。外見はエトロフウミスズメに似るが、腹が白いことと頭に冠羽がないことで区別する。

## 生態
非繁殖期には海上で生活する。あまり大きな群れは作らず、単独か2－3羽で行動することが多い。
海に潜水してオキアミ、端脚類、ケンミジンコ類などを捕食するが、クラゲ類を捕食していた例もいくつか報告されている。また、水深30mほどまで潜れること、沿岸からかなり離れた外洋で餌を摂ること、飛ぶ時は他のウミスズメ類より比較的高い所を飛ぶことがわかっている。
4月から5月にかけて繁殖を始め、海岸の崖やその周囲の草原に大きなコロニー（集団繁殖地）を作る。コロニーには他のウミスズメ類が混じることも多い。つがいを作ったウミオウムは巣の周囲で大声で鳴き交わすが、これはホッキョクギツネやネズミ類などの捕食者から巣を守るためと考えられている。メスは1個の卵を産み、1ヶ月ほど抱卵する。ヒナが孵化すると両親は1日4回の給餌を35日ほど続ける。充分に成長したヒナは夜に単独で海に飛び立って巣立ちする。
個体数は約100万羽と推定され、ウミスズメ類の中では個体数が多い部類である。ただし、海洋汚染や捕食者の動向によっては種の存在が将来脅かされることもあり得るとされている。